# Sarlós András
Sarlós András, (Budapest, 1953. március 24. –) labdarúgó, hátvéd, edző.

## Pályafutása

### Klubcsapatokban
1972 és 1982 között 225 bajnoki mérkőzésen lépett pályára és 23 gólt szerzett az Újpesti Dózsa és a Rába ETO színeiben.

### A válogatottban
Hétszeres utánpótlás válogatott (1972–75), négyszeres B-válogatott (1976–78).

### Edzőként
2003-ban hat bajnoki mérkőzésen az Újpest FC vezetőedzője volt.

## Sikerei, díjai
- Magyar bajnokság
  - bajnok: 1971–72, 1973–74, 1974–75, 1977–78, 1978–79
  - 2.: 1976–77
  - 3.: 1975–76
- Magyar kupa (MNK)
  - győztes: 1975, 1982
- Bajnokcsapatok Európa-kupája (BEK)
  - elődöntős: 1973–74